# Diringsiella femoralis
Diringsiella femoralis är en skalbaggsart som beskrevs av Martins och Maria Helena M. Galileo 1991. Diringsiella femoralis ingår i släktet Diringsiella och familjen långhorningar. Inga underarter finns listade i Catalogue of Life.